# Невідома іспанка
 «Невідома іспанка» -  жіночий портрет художника Дієго Веласкеса (1599-1660). Зберігається в Сполученому Королівстві.

## Два утаємничених жіночих портрети
В майстерні Веласкеса після його смерті були знайдені два портрети. Як і картини, над якими він ще працював, вони були повернуті до стіни. . Молода жінка, ще зовсім дівчинка з чорним мереживом на голові, зупиняла погляд одразу. Особливі риси обличчя, дивні, великі, засмучені очі - не красуня, а океан нового і невідкритого світу. Небайдужий до всього виразного майстер намалював її натхненно і обачливо, наче рідкісну квітку.
Був ще один, де, здається, була та ж сама жінка, але з віялом і трохи старша за віком. Дивувала сміливим декольте коричнюватої сукні і блакитним бантом, майже єдиною окрасою сеньйори з рукавичками і віялом в руці. Ні підпису, ні вказівки на вік, ні єдиної вказівки, хто вона.

## Невідома іспанка
Портрет з дівчиною в мереживі  зник. Пощастило ж в тому, що до зникнення копію встиг створити художник Мартінес дель Мазо.Тільки завдяки цій копії на нас може глянути молода дівчина в мереживі, яка колись болісно зачепила серце відомого художника Іспанії. Але при житті він встиг приховати від всіх свою таємницю.